# Blejești
Blejeşti é uma comuna romena localizada no distrito de Teleorman, na região de Muntênia. A comuna possui uma área de 87.69 km² e sua população era de 3988 habitantes segundo o censo de 2007.